# Squalius aradensis
Squalius aradensis là một cá vây tia loài thuộc họ Cyprinidae. Loài này chỉ có ở Bồ Đào Nha.
Môi trường sống tự nhiên của chúng là sông ngòi và sông có nước theo mùa. Chúng hiện đang bị đe dọa vì mất môi trường sống.